# Peramola

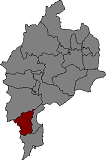
Położenie gminy na mapie comarki Alt Urgell

Peramola – gmina w Hiszpanii,  w Katalonii, w prowincji Lleida, w comarce Alt Urgell.
Powierzchnia gminy wynosi 56,16 km². Zgodnie z danymi INE, w 2005 roku liczba ludności wynosiła 373, a gęstość zaludnienia 6,64 osoby/km². Wysokość bezwzględna gminy równa jest 566 metrów.

## Dynamika populacji
- 1991 – 393
- 1996 – 375
- 2001 – 368
- 2004 – 382
- 2005 – 373

## Miejscowości
W skład gminy Peramola wchodzi 5 miejscowości, w tym miejscowość gminna o tej samej nazwie:
- Castell-llebre – liczba ludności: 3
- Cortiuda – 2
- Nuncarga – 31
- Peramola – 271
- Tragó – 66